# Cyanophrys amyntor
Cyanophrys amyntor là một loài bướm ngày thuộc họ Bướm xanh. Nó được tìm thấy ở lowland tropics from México to Brasil. Known in Hoa Kỳ from a single specimen from the Big Bend region of tây Texas. Nó cũng được tìm thấy ở Hawaii.
Sải cánh dài 24–28 mm. Con trưởng thành bay từ tháng 7 đến tháng 1 in Mexico.
Ấu trùng ăn a wide range of plants, bao gồm species from the Ulmaceae và Verbenaceae families.

## Hình ảnh

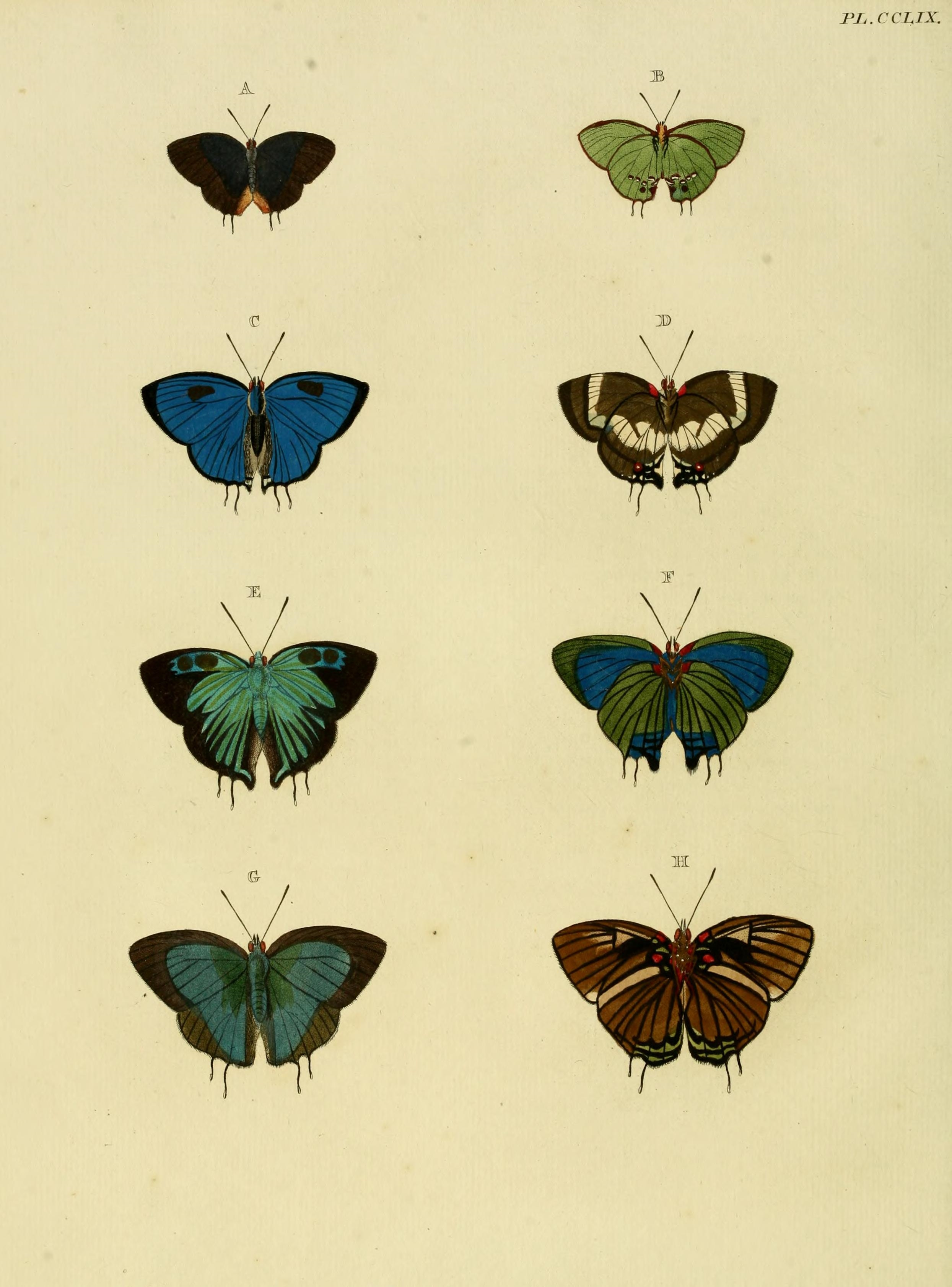